# Ruy băng

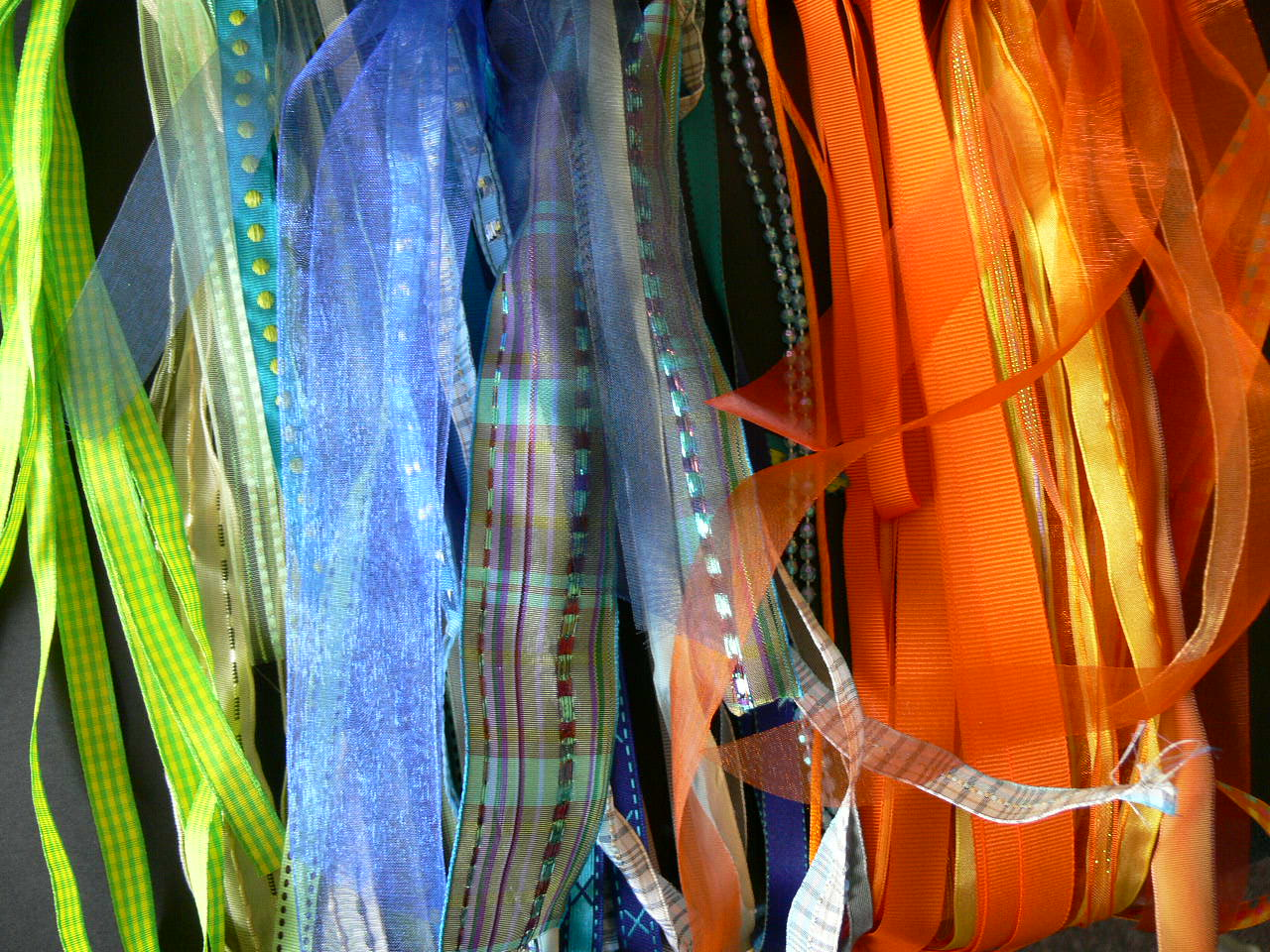
Chùm ruy băng

Ruy/dải băng, ribbon hay riband là một dây band/băng/đai có chất liệu mỏng, thường làm bằng vải, chất dẻo hoặc kim loại, được sử dụng chủ yếu tạo liên kết ràng buộc trang trí hoặc thắt/cột. Ruy băng vải được làm từ các vật liệu tự nhiên như lụa, sợi bông, sợi đay và các vật liệu tổng hợp, chẳng hạn như polyester, nylon và polypropylene. Ruy băng được sử dụng để trang trí và làm biểu tượng/dấu hiệu. Các nền văn hóa trên khắp thế giới sử dụng ruy băng trên tóc, quanh cơ thể và làm vật trang trí trên động vật, các tòa nhà và bao bì. Một số loại vải phổ biến được sử dụng để làm ruy băng là satin, organza, sheer, lụa, nhung và grosgrain.

## Từ nguyên
Từ ruy băng bắt nguồn từ ribban hoặc riban trong tiếng Anh trung đại hoặc từ ruban của tiếng Pháp cổ, có lẽ có nguồn gốc từ ngữ tộc German.

## Vải

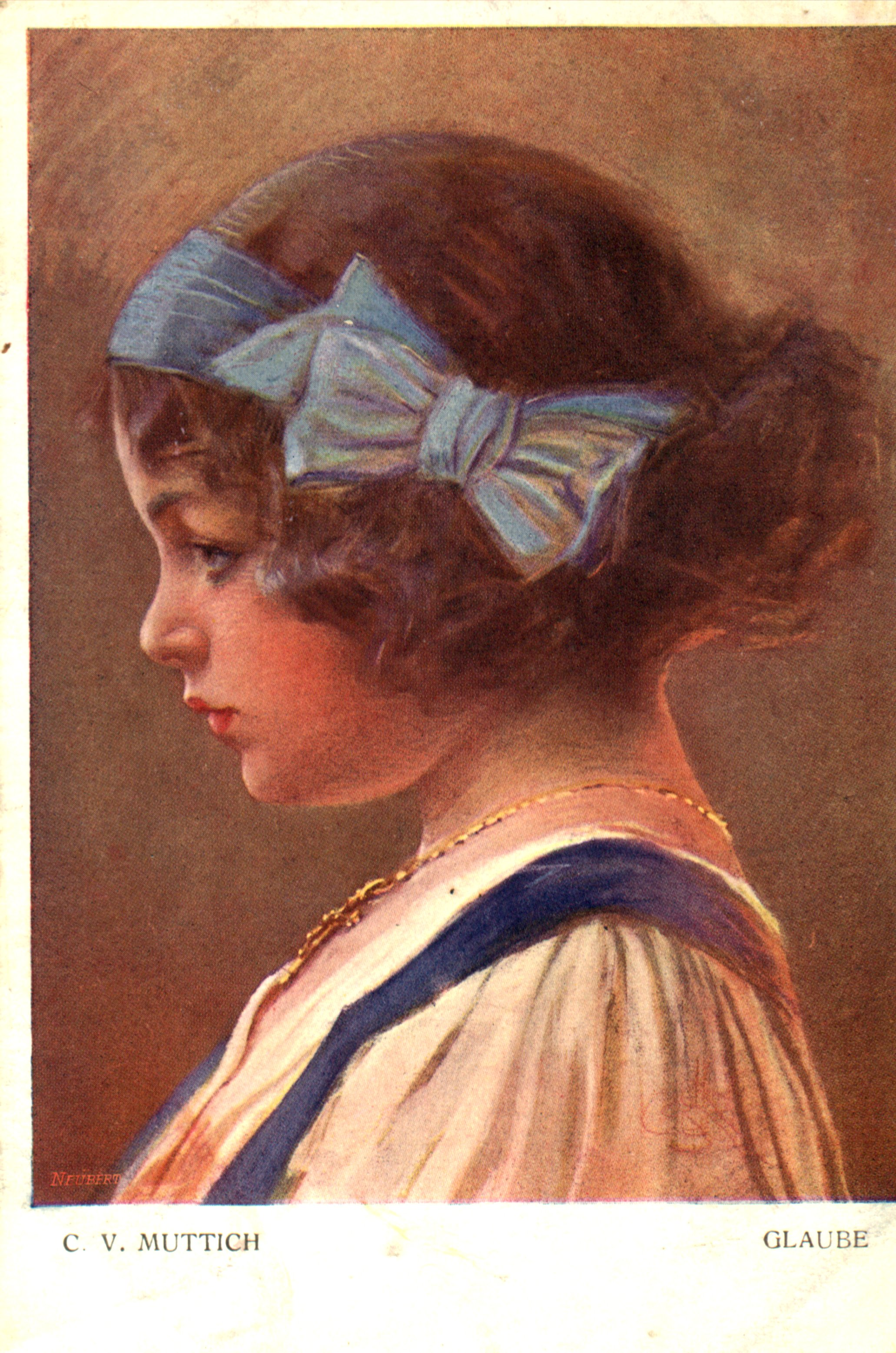
Một dải băng đầu

Cùng với dây gia cố, tua rua và các vật dụng nhỏ khác, việc sản xuất ruy băng vải tạo thành một bộ phận đặc biệt của ngành công nghiệp dệt may. Tính năng cơ bản của khung cửi ruy băng là dệt đồng thời trong một khung dệt từ hai mạng trở lên, lên tới bốn mươi loại vải hẹp trong máy dệt hiện đại. Để ảnh hưởng đến việc phóng phối hợp (conjoined throwing) tất cả các con thoi và các chuyển động khác nhau của máy dệt, hoạt động tự động của máy dệt điện là cần thiết và một thực tế đáng chú ý là máy dệt ruy băng tự hoạt động đã được biết đến và sử dụng rộng rãi hơn một thế kỷ trước khi phát minh nổi tiếng của Cartwright. Một khung dệt trong đó có thể dệt một số mạng lưới hẹp cùng một lúc được cho là đã hoạt động ở Dantzig vào cuối thế kỷ 16. Những chiếc khung dệt tương tự cũng được làm ở Leiden vào năm 1620, nơi mà việc sử dụng chúng đã gây ra nhiều bất bình và nổi loạn từ phía những người thợ dệt đến nỗi viên tướng tiểu bang phải cấm sử dụng chúng. Lệnh cấm đã được gia hạn trong các khoảng thời gian khác nhau trong suốt thế kỷ, và trong cùng khoảng thời gian đó, việc sử dụng khung dệt ruy băng đã được xen kẽ ở hầu hết các trung tâm công nghiệp chính của châu Âu. Năm 1676, dưới cái tên máy dệt Hà Lan hoặc máy dệt động cơ, nó đã được đưa đến London, và mặc dù việc giới thiệu nó ở đó đã gây ra một số xáo trộn, nó dường như không bị cấm. Năm 1745, John Kay, người phát minh ra con thoi, cùng với Joseph Stell, bằng sáng chế về những cải tiến trong máy dệt ruy băng. Kể từ thời kỳ đó, nó đã được hưởng lợi nhờ các phát minh được áp dụng cho máy dệt nói chung.
Dệt ruy băng được biết là đã được thành lập gần St. Etienne (dep. Loire) vào đầu thế kỷ 11, và thị trấn đó vẫn là trụ sở chính của ngành công nghiệp ở châu Âu. Trong những rắc rối của Huguenot, những người thợ dệt ruy băng từ St. Etienne đến định cư tại Basel, và ở đó, thành lập một ngành công nghiệp mà ở thời hiện đại đã cạnh tranh với ngành công nghiệp ban đầu. Vào cuối thế kỷ 19, một người Pháp được gọi là C.M. Offray - bản thân đến từ St.Etienne - đã chuyển công việc kinh doanh ruy băng của mình sang Hoa Kỳ và thành lập công ty có tên "C.M. Offray & Sons, Inc", sau đó trở thành nhà sản xuất ruy băng khổng lồ. ở Bắc Mỹ. Ở Đức, Krefeld là trung tâm của ngành công nghiệp ruy băng; sản xuất ruy băng nhung đen là một đặc sản. Ở Anh. Coventry là chỗ đứng quan trọng nhất trong ngành làm ruy băng, cũng như được tiếp tục ở Norwich và Leicester.
Trong khi satin và các loại ruy băng khác luôn được sử dụng trong đồ nội y, việc sử dụng ruy băng trong ngành may mặc, tùy theo xu hướng thời trang, đã tăng lên vào giữa cho đến năm cuối của thập niên 1990. Sự bùng nổ này dẫn đến việc tăng cường sản xuất ruy băng cũng như các kỹ thuật sản xuất mới và cải tiến. Do tỷ lệ sản xuất cạnh tranh hơn, cũng như kinh nghiệm trước đây trong lĩnh vực này, các công ty ở Viễn Đông - đặc biệt là các công ty ở Trung Quốc - dần dần đảm bảo mình là nhà cung cấp ruy băng lớn trên thế giới và cải thiện cả chất lượng và sự đa dạng của hàng hóa của họ. để so sánh với các đối thủ cạnh tranh châu Âu và Bắc Mỹ lâu đời của họ.
Hiện nay, lục địa Bắc Mỹ vẫn là nhà nhập khẩu lớn nhất các sản phẩm ruy băng và phái sinh/ăn theo như nơ, hoa thị và các phụ kiện may mặc khác làm từ ruy băng. Tuy nhiên, do hoạt động gia công sản xuất hàng may mặc của các nhà sản xuất hàng may mặc Bắc Mỹ, các nước ở châu Á và Nam Mỹ đã bắt đầu đóng góp vào sự thay đổi số liệu thống kê về nhập khẩu ruy băng. Lấy cảm hứng từ ruy băng lụa châu Âu thu được thông qua giao thương, các bộ lạc người Mỹ bản địa ở Ngũ Đại Hồ (Great Lakes) và Đồng cỏ Bắc Mỹ (Prairie) đã tạo ra các môn nghệ thuật của tác phẩm ruy băng đính đá.

## Đối với máy in và máy đánh chữ
Máy đánh chữ và máy in kim sử dụng một dải băng bằng vải hoặc nhựa để giữ mực.

## Biểu tượng
Các mảnh ruy băng được sử dụng như biểu tượng của sự hỗ trợ hoặc nhận thức cho các nguyên nhân xã hội khác nhau và được gọi là "ruy băng nhận thức". Ruy băng được sử dụng trong một số buổi lễ, chẳng hạn như trong lễ cắt băng khánh thành.